# Едді Тіл
Едді Тіл (нід. Eddy Tiel, 29 грудня 1926 — 21 лютого 1993) — нідерландський хокеїст на траві.
Срібний призер Олімпійських Ігор 1952 року, бронзовий призер 1948 року.